# L’Aigle d’or
L’Aigle d’or – komputerowa przygodowa gra akcji autorstwa Louisa-Marie Rocques’a, wyprodukowana i wydana w 1984 roku przez Loriciels.

## Rozgrywka
L’Aigle d’or jest przygodową grą akcji, łączącą eksplorację przestrzeni z fragmentami zręcznościowymi. Gracz wciela się w śmiałka, który poszukuje w opuszczonym westfalskim zamczysku trzech posążków. Gracz porusza się w czterech kierunkach po wnętrzach utrzymanych w linearnej perspektywie czołowej, sterując bohaterem za pomocą klawiatury. Podczas rozgrywki gracz musi uzupełniać za pomocą znalezionych mikstur malejący wskaźnik sił życiowych bohatera, a także unikać atakujących awatara szkieletów, nietoperzy i duchów.

## Produkcja
L’Aigle d’or powstała na zlecenie francuskiej wytwórni Loriciels, założonej w 1983 roku przez Lauranta Weilla i Marca Bayle’a . Realizator gry, Louis-Marie Rocques, stworzył ją najpierw na platformie sprzętowej Oric 1, która nie była szczególnie wydajnym komputerem. Rocques, posługując się konwencją gier przygodowych, zerwał z dotychczasową poetyką gatunku . Zamiast parsera, który był dotychczas wymagany w grach przygodowych do wydawania poleceń tekstowych sterowanym postaciom, Rocques wprowadził obsługę ruchu za pomocą klawiszy kierunkowych oraz przycisków służących wykonywaniu dodatkowych czynności (podniesienia lub upuszczenia przedmiotów, skoku nad zapadającymi się platformami) . Ponadto rozgrywka toczyła się w czasie rzeczywistym, a program wykrywał kolizje awatara z różnymi obiektami w świecie gry . W 1986 roku L’Aigle d’or doczekał się reedycji na nowocześniejsze komputery Amstrad CPC oraz Thomson MO5, z ulepszoną oprawą graficzną .

## Odbiór i znaczenie
L’Aigle d’or został bardzo dobrze przyjęty przez francuskojęzyczne media. Francuskie czasopismo „Tilt” przyznało grze nagrodę Tilt d’Or dla najlepszej gry przygodowej roku . W dziele Rocques’a upatrywano zapowiedzi francuskiej odmiany survival horrorów, a także pierwowzoru gier pokroju Another World (1991) Érica Chahiego . W 1991 roku spółka Loriciels wydała reboot gry pod tytułem L’Aigle d’or, le retour, osadzony tym razem w realiach fantastycznonaukowych. Le retour spotkał się jednak z obojętnością krytyków .
Francuski krytyk gier Thomas Ribault zaliczał L’Aigle d’or do „historycznie ważnych” gier francuskich.